# Bombarral e Vale Covo
Bombarral e Vale Covo (oficialmente: União das Freguesias de Bombarral e Vale Covo) é uma freguesia portuguesa do município do Bombarral, com 29,54 km² de área e 6886 habitantes (censo de 2021). A sua densidade populacional é 233,1 hab./km².

## História
Foi constituída em 2013, no âmbito de uma reforma administrativa nacional, pela agregação das antigas freguesias do Bombarral e Vale Covo e tem a sede no Bombarral.

## Demografia
A população registada nos censos foi:
| Distribuição da População por Grupos Etários | Distribuição da População por Grupos Etários | Distribuição da População por Grupos Etários | Distribuição da População por Grupos Etários | Distribuição da População por Grupos Etários | Distribuição da População por Grupos Etários |
| -------------------------------------------- | -------------------------------------------- | -------------------------------------------- | -------------------------------------------- | -------------------------------------------- | -------------------------------------------- |
| Antes da agregação                           |                                              |                                              |                                              |                                              |                                              |
| Ano                                          | 0-14 anos                                    | 15-24 anos                                   | 25-64 anos                                   | >= 65 anos                                   | Total                                        |
| 2001                                         | 986                                          | 838                                          | 3530                                         | 1352                                         | 6706                                         |
| 2011                                         | 995                                          | 704                                          | 3616                                         | 1506                                         | 6821                                         |
| Após a agregação                             |                                              |                                              |                                              |                                              |                                              |
| Ano                                          | 0-14 anos                                    | 15-24 anos                                   | 25-64 anos                                   | >= 65 anos                                   | Total                                        |
| 2021                                         | 871                                          | 735                                          | 3497                                         | 1783                                         | 6886                                         |